# Chodź
Chodź (ros. Ходзь, adygejski Фэдз) – auł w Rosji, w Adygei, w rejonie koszechablskim, w większości zamieszkany przez Adygejczyków (91,4% w 2002).